# Гессе, Павел Иванович
Па́вел Ива́нович Ге́ссе  (1801—1880, Флоренция, Италия) — российский государственный деятель, вице-губернатор Полтавской губернии, губернатор Черниговской и Киевской губерний.

## Биография
Павел Иванович Гессе родился в 1801 году, образование получил в Московском университетском пансионе, откуда поступил в Московский университет.

### Военная служба
Не кончив курса, вступил 17 февраля 1817 г. на военную службу подпрапорщиком в л.-гв. Измайловский полк.
Произведен из портупей-прапорщиков в прапорщики 29 января 1820 г., в подпоручики — 1 января 1821 г. и в поручики — 6 января 1823 г. В 1825—1826 гг. состоял бригадным адъютантом.
В 1826 г. награждён чином штабс-капитана (19 марта) и орденом св. Анны 3 ст. (22 августа) и назначен адъютантом к петербургскому коменданту генерал-адъютанту П.Я. Башуцкому (2 ноября).
15 января 1829 г. вышел в отставку по домашним обстоятельствам капитаном.

### Гражданская служба
В 1831 году Гессе во время холерной эпидемии состоял попечителем по Веневскому уезду Тульской губернии.
6 июля 1838 г. поступил на гражданскую службу с переименованием в надворные советники и назначен Полтавским вице-губернатором.
За отличие по службе он получил чины коллежского советника (5 декабря 1839 г.) и статского советника (6 декабря 1840 г.).
11 января 1841 г. назначен и. д. Черниговского гражданского губернатора (утвержден 30 марта 1846 г.).
В 1845 году Павел Иванович Гессе был награждён чином действительного статского советника (19 января) и орденом св. Владимира 3 ст. (17 октября).
19 октября 1852 году переименован в генерал-майоры с зачислением по армии, назначением военным губернатором г. Чернигова и с оставлением в прежней должности.
11 марта 1855 г. назначен Киевским гражданским губернатором. 27 июля того же года утвержден в звании вице-президента Киевского тюремного комитета.
26 августа 1856 году он был произведен в генерал-лейтенанты.
Должность губернатора оставил 8 января 1864 г., будучи зачислен по армейской пехоте.
Павел Иванович Гессе умер в 1880 году во Флоренции, где и был погребён.

## Награды
- Орден Святой Анны 3-й степени (22 августа 1826)
- Орден Святого Владимира 3-й степени (17 октября 1845)
- Знак отличия за XV лет беспорочной службы (1848)
- Орден Святого Станислава 1-й степени (6 декабря 1848),
- Знак отличия за XX лет беспорочной службы (1850)
- Орден Святой Анны 1-й степени (8 апреля 1851, Имп. кор. 11 января 1855),
- Знак отличия за XXV лет беспорочной службы (1855)
- Орден Святого Владимира 2-й степени (1858)
- Орден Белого орла (17 апреля 1860).

## Труды
В «Русских Ведомостях» 1863 г. (№ 39, стр. 4—8) напечатано его письмо к редактору об «истинном ходе» событий во время польского восстания в Юго-Западном крае и о мерах, которые оградили бы навсегда русское население края от польского влияния и дали бы простор русской народности.

## Семейное и имущественное положение
Отец - Иван Христианович Гессе - генерал-лейтенант, Московский комендант.
Был женат с 22 апреля 1822 г. на Дарье Алексеевне Марковой и имел 5 сыновей; из них старший, Николай, был тоже Киевским губернатором, а младший, Пётр (1846—1905) — дворцовым комендантом и генерал-адъютантом.
Владел имениями в Ярославской, Рязанской и Киевской губерниях (около 4500 десятин).